# Falsoparmena malaccensis
Falsoparmena malaccensis är en skalbaggsart som beskrevs av Stefan von Breuning 1943. Falsoparmena malaccensis ingår i släktet Falsoparmena och familjen långhorningar. Inga underarter finns listade i Catalogue of Life.